# アゼルバイジャンの国章
アゼルバイジャンの国章（アゼルバイジャンのこくしょう）は、伝統的なデザインと近代的なデザインを組み合わせて作られている。エンブレムの中心部には火のシンボルが描かれている。このシンボルは、アゼルバイジャンにはいくつもの永遠の火があり、「火の国」とも呼ばれるところから来ている。エンブレムを構成する色は、アゼルバイジャンの国旗の色である。これらの色は、八芒星（ルブ・エル・ヒズブ）の後ろに表れている。八芒星はテュルクの8つの部族を象徴している。
エンブレムの下には、国家の主要農作物であるコムギの茎とオークが描かれている。

アゼルバイジャン・ソビエト社会主義共和国の国章（1921年～1927年）
アゼルバイジャン・ソビエト社会主義共和国の国章（1927年～1931年）
アゼルバイジャン・ソビエト社会主義共和国の国章（1931年～1937年）
アゼルバイジャン・ソビエト社会主義共和国の国章（1937年～1940年）
アゼルバイジャン・ソビエト社会主義共和国の国章（1940年～1978年）
アゼルバイジャン・ソビエト社会主義共和国の国章（1978年～1991年）